# Kristoffer Weiditz
Kristoffer Weiditz var en svensk snickare och bildhuggare.
Weiditz tillhörde Magnus Gabriel De la Gardies konstnärskrets och utförde tillsammans med Hans Jerling och Carl Hebel den dekorativa utsmyckningen av Venngarns slottskapell 1665–1666. Han har troligen även utfört en del av de dekorativa arbetena i Veckholms kyrka i Uppland. 

### Fotnoter
1. ↑  läs online  , läst: 31 oktober 2023.[källa från Wikidata]